# فالبارايسو
فالبارايسو هي مدينة وبلدية في تشيلي وتعتبر واحدة من أهم الموانئ البحرية في البلاد والعاصمة التشريعية لتشيلي. تقع فابارايسو في وسط تشيلي ويبلغ عدد السكان فيها 275,982. لدى المدينة مناخ متوسطي معتدل طوال العام. وهي إحدى مواقع التراث العالمي لليونيسكو. تأثرت المدينة بقوة بسبب زلزال تشيلي 2010
لعبت فالبارايسو دوراً جيوسياسي هام في النصف الثاني من القرن 19، عندما كانت المدينة بمثابة محطة توقف رئيسية للسفن التي تقوم برحلات بين المحيطين الأطلسي والهادئ عن طريق عبور مضيق ماجلان.

## التاريخ

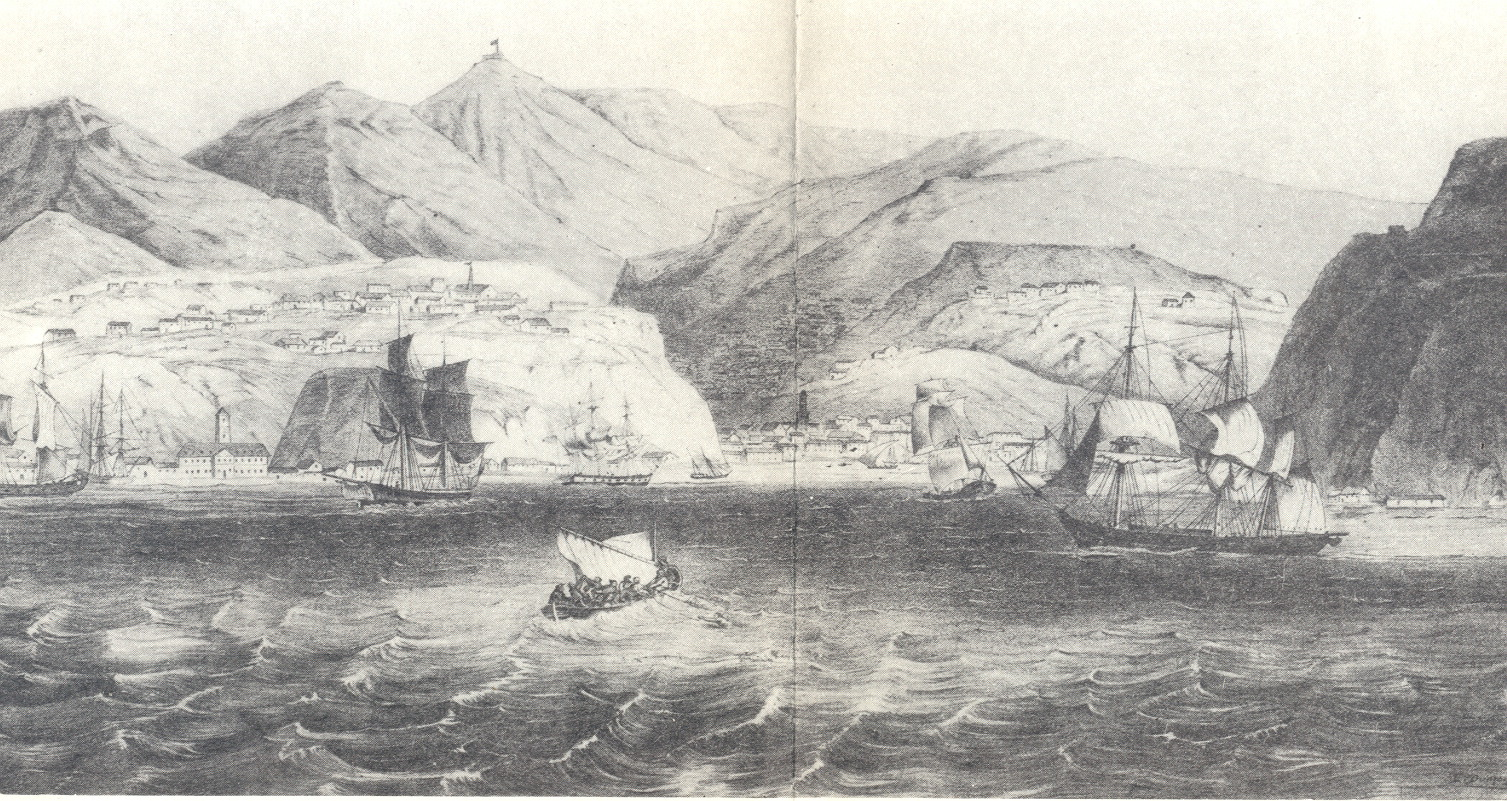
ضوء فالبارايسو خليج في عام 1830

ربما كان أول بالسكان خليج فالبارايسو من قبل بكونشص (Picunches) الهنود، الذين كانوا المخصصة للزراعة. وتقول روايات أخرى أنه كان شانجوص (Changos) البدو الذين كانوا مخصصة لصيد الأسماك، والسفر بين كالديرا وكونسيبسيون. وصل المستكشفين الإسبان في 1536، على متن سانتياغويو (Santiaguillo)، سفينة امداد بعث بها دييغو دي ألماغرو، الذي يعتبر أول مستكشف أوروبي، أو مكتشف، شيلي. حملت سانتياغويو الرجال والإمدادات اللازمة لبعثة ألماغرو، وتحت قيادة خوان دي سافيدرا الذي يدعى البلدة بعد قريته فالبارايسو دي أريبا في كوينكا، إسبانيا.
خلال الحقبة الاستعمارية الإسبانية، ظلت فالبارايسو قرية صغيرة، مع وجود عدد قليل من المنازل والكنائس. بعد الاستقلال في تشيلي من إسبانيا (1818)، أصبحت فالبارايسو الميناء الرئيسي للبحرية التشيلية الوليدة، وفتحت أمام التجارة الدولية، بعدما كانت تقتصر سابقا على التجارة مع إسبانيا والمستعمرات الأخرى.
فالبارايسو سرعان ما توقف المطلوب للسفن التقريب أمريكا الجنوبية عبر مضيق ماجلان وكيب هورن. واكتسبت أهمية خاصة دعم وتزويد كاليفورنيا الذهب راش (1848-1858). تلقى في دورها بوصفها ميناء بحري رئيسي فالبارايسو المهاجرين من العديد من الدول الأوروبية، ومعظمهم من بريطانيا وألمانيا وفرنسا وسويسرا وإيطاليا. الألمانية والفرنسية والإيطالية والإنجليزية وتحدث عادة بين مواطنيها، الذين أسسوا ونشرت الصحف في هذه اللغات.
الهجرة الدولية حولت الثقافة المحلية من أصول إسبانية وأصول الهنود الحمر، بما في ذلك بناء أول مقبرة غير الكاثوليكية في شيلي، سلة محذوفات من المنشقين. وقدم لكرة القدم (كرة القدم) لتشيلي قبل المهاجرين اللغة الإنجليزية، وتأسست أول مدرسة كاثوليكية خاصة في شيلي من المهاجرين الفرنسيين في فالبارايسو: لو كوليج دي ساكريس كورس (Sacrés Cœurs) (مدرسة القلبين الأقدسين) والتي ظلت تعمل لمدة 170 عاما. المهاجرين من اسكتلندا وألمانيا أسس أول مدارس علمانية خاصة، (مدرسة ماكاي، ويموت دويتشه صشولي، على التوالي). المهاجرين تشكيل وحدات مكافحة الحرائق التطوعي الأول (لا يزال النشاط التطوعي في شيلي). تعكس مبانيها مجموعة متنوعة من الأساليب الأوروبية، مما يجعل فالبارايسو أكثر تنوعا من بعض المدن التشيلية الأخرى.
في 18 أغسطس 1906. ضرب زلزال كبير فالبارايسو. كان هناك ضرر بالممتلكات وآلاف القتلى. الطبيب التشيلي كارلوس فان بورين، من أصل الولايات المتحدة، وشارك في الرعاية الطبية لضحايا الزلزال. أسس بعد ذلك مستشفى حديث كارلوس مستشفى فان بورين في عام 1912.
العصر الذهبي للتجارة في فالبارايسو انتهى بعد افتتاح قناة بنما (1914). تحول الشحن إلى القناة كما سعت النقباء لتجنب مخاطر مضيق ماجلان. انخفض استخدام الميناء وحركة المرور بشكل كبير، مما أدى إلى انخفاض في اقتصاد المدينة. منذ مطلع القرن 21، وزاد الشحن في العقود القليلة الماضية مع صادرات الفاكهة، وزيادة انفتاح الاقتصاد التشيلي إلى التجارة العالمية، وعلى نطاق أوسع، والسفن بعد باناماكس التي لا تناسب قناة بنما.
تأثر المدينة من قبل 2010 زلزال 27 فبراير.

## مناخ
فالبارايسو بمناخ متوسطي معتدل جدا (كوبين ديوان الخدمة المدنية) التي تشبه بدرجة كبيرة أن من سان فرانسيسكو أو سانتا باربرا على خط عرض مماثل في نصف الكرة الشمالي. الصيف هو الجافة أساسا، ولكن يتأثر المدينة من قبل الضباب من تيار همبولت خلال معظم السنة. في فصل الشتاء، يمكن أن تكون الأمطار أحيانا ثقيلة للغاية عندما يعبر نظام الأمامية القوية وسط تشيلي، ولكن تواتر مثل هذه الأمطار بشكل كبير من سنة إلى أخرى. تساقط الثلوج نادرا ما يحدث في أعلى أجزاء من المدينة. في فصل الشتاء، يمكن أن الرياح القوية تجعل انخفاض الإحساس الحراري أقل من نقطة التجمد.

## ثقافة

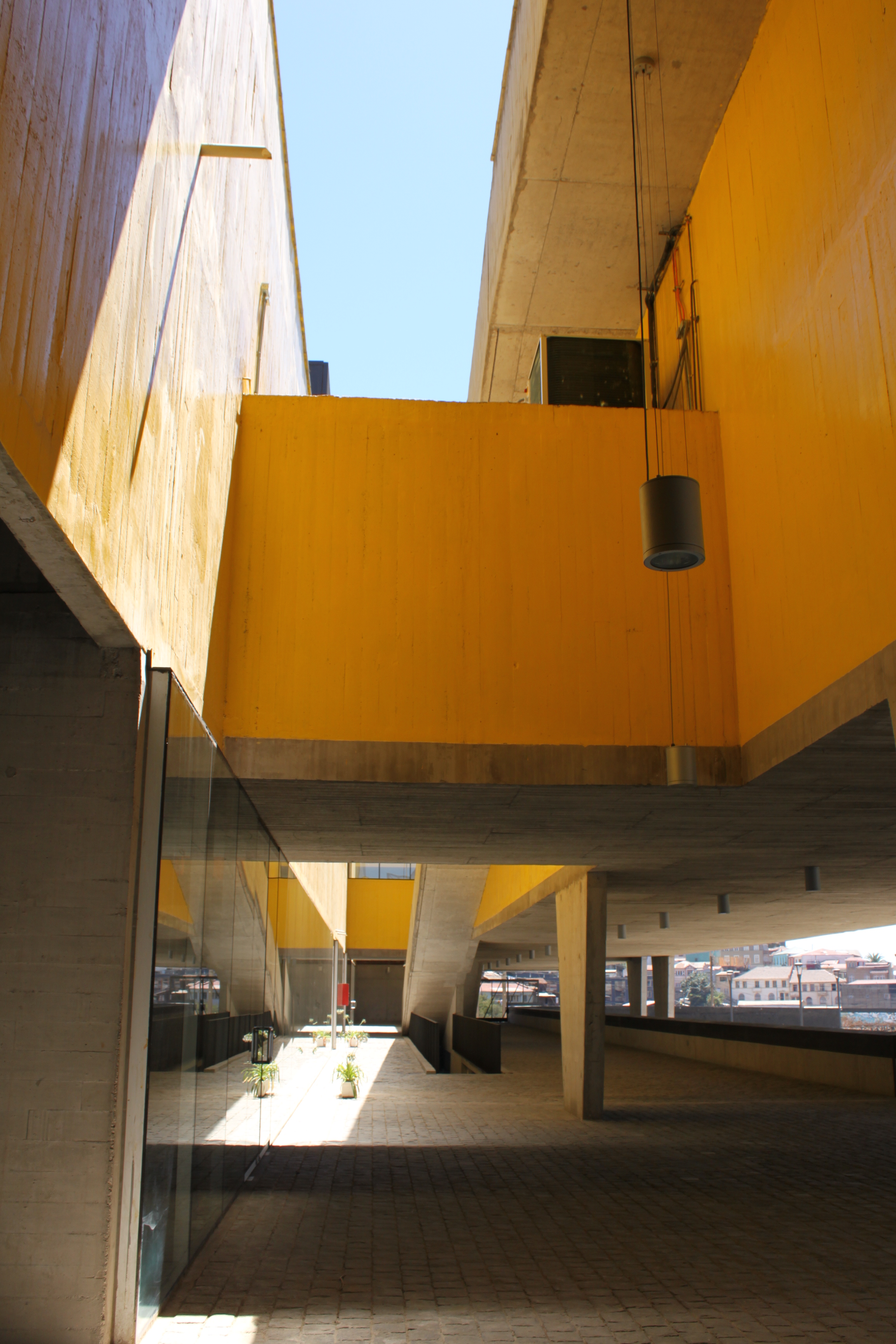
منظر لمبنى المركز الثقافي في حديقة فالبارايسو الثقافية، تشيلي.

فالبارايسو هي مدينة ذات نشاط ثقافي قوي. منذ بداية التاريخ التشيلي تمتعت أهمية كبيرة في هذا الصدد، كما يجري الميناء الرئيسي في البلاد، وكان استقبال المهاجرين من أوروبا وأماكن أخرى.
مواقع مثل متحف البحرية والبحرية التي هي نصف مدخل المعرض الحرفي في باسيو 21 مايو المدفعية هيل، ومتحف الفنون الجميلة ومتحف البحر اللورد توماس كوكران، البلدية معرض الفنون فالبارايسو متحف التاريخ الطبيعي ومتحف كازا لا Sebastiana ، منزل بابلو نيرودا، هي بعض المعايير من الثروة الفنية في المدينة.
كان سانتياغو مكتبة سيفيرين فالبارايسو أول مكتبة عامة على هذا النحو كان شيلي. متحف البلازما المكشوف على واجهات الجداريات التي صممها حي الرسامين المشهورين مثل نيميسيو Antunez وروبرتو ماتا، من بين آخرين. تقع في سيرو بيلافيستا، يمكنك الوصول إليه من خلال رفع الروح القدس.
ميركوريو دي فالبارايسو، أقدم شهود المعلقة الناطقة العالم اليومي تطور فالبارايسو.
فالبارايسو أيضا أثناء مرور مائتي عام، استضافت الفعاليات الثقافية الدولية الكبرى، مثل المنتدى العالمي للثقافات في عام 2010 وكان من المقرر ان المؤتمر الدولي الخامس للغة الإسبانية، التي من شأنها أن تصبح واحدة من الإصدارات أجبر الحدث الهام، ولكن الزلزال الذي ضرب البلاد في 27 فبراير من ذلك العام، وإلغاء المؤتمر.

## سيتي سكيب

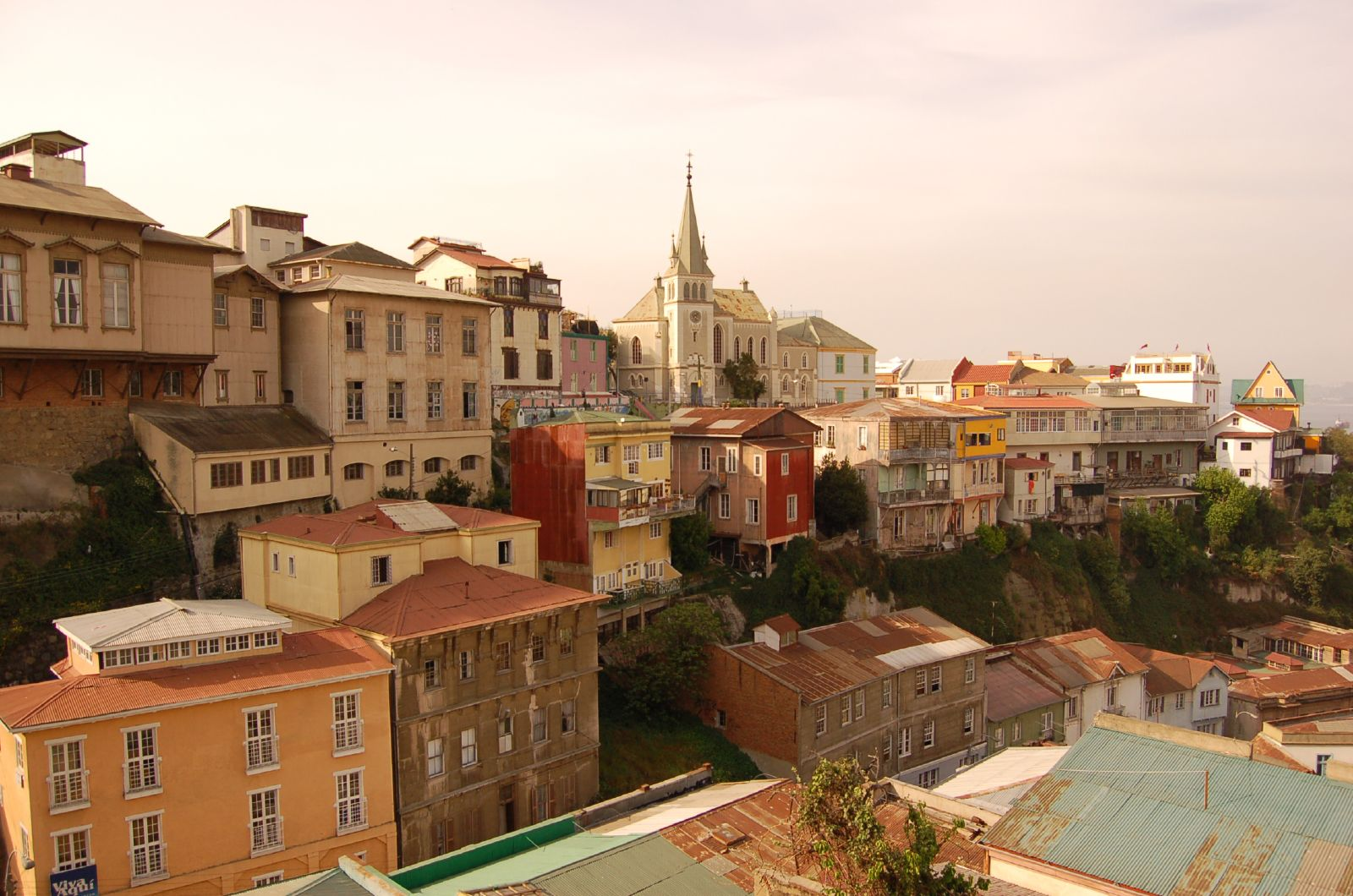
سيرو كونسيبسيون

الملقب ب "جوهرة المحيط الهادئ"، أعلن فالبارايسو من مواقع التراث العالمي بناء على تصميمه الحضرية المرتجلة والهندسة المعمارية الفريدة. في عام 1996، أعلن الصندوق العالمي للآثار نظام فالبارايسو غير عادية من المصاعد الحبلي (التلفريك عالية ميلا) واحدة من 100 الكنوز التاريخية المهددة بالانقراض في العالم. في عام 1998، واقتناعا منها نشطاء القاعدة الشعبية الحكومة التشيلية والسلطات المحلية لتطبيق للحصول على مركز التراث العالمي لليونسكو لفالبارايسو. أعلن فالبارايسو من مواقع التراث العالمي في عام 2003. بنيت على العشرات من التلال شديدة الانحدار تطل على المحيط الهادي، فالبارايسو تفتخر متاهة من الشوارع والأزقة المرصوفة بالحصى، تجسد التراث المعماري والثقافي الغني. محمي فالبارايسو كموقع للتراث العالمي لليونسكو.

## وصلات خارجية
- بلدية فالبارايسو (بالإسبانية)
- نشاطات سياحية في فالبارايسو (بالإسبانية)

1. ↑  تعداد شيلى 2017، QID:Q21001879
2. ↑   https://it-ch.topographic-map.com/map-vd12m2/Valpara%C3%ADso/?zoom=19&center=-33.05184%2C-71.6028&popup=-33.05159%2C-71.60283. {{استشهاد ويب}}: |url= بحاجة لعنوان (مساعدة) والوسيط |title= غير موجود أو فارغ (من ويكي بيانات) (مساعدة)
3. ↑  تعداد شيلى 2017، QID:Q21001879
4. ↑   http://www.santafe.es/data/ficherosadjuntos_contenidosweb/contenidos_664_418_20120413115519.pdf. {{استشهاد ويب}}: |url= بحاجة لعنوان (مساعدة) والوسيط |title= غير موجود أو فارغ (من ويكي بيانات) (مساعدة)
5. ↑   https://admnvrsk.ru/o-gorode/goroda-pobratimy/valparaiso-chili/. {{استشهاد ويب}}: |url= بحاجة لعنوان (مساعدة) والوسيط |title= غير موجود أو فارغ (من ويكي بيانات) (مساعدة)
6. ↑   https://omr.gov.ua/ua/international/goroda-partneri/valparaiso-chili/. {{استشهاد ويب}}: |url= بحاجة لعنوان (مساعدة) والوسيط |title= غير موجود أو فارغ (من ويكي بيانات) (مساعدة)
7. ↑   https://www.rosario.gob.ar/web/gobierno/internacionales/relaciones-bilaterales#hermanamientos. {{استشهاد ويب}}: |url= بحاجة لعنوان (مساعدة) والوسيط |title= غير موجود أو فارغ (من ويكي بيانات) (مساعدة)
8. ↑   http://www.municipalidaddevalparaiso.cl/archivos/convenios_C.H_2013.pdf. {{استشهاد ويب}}: |url= بحاجة لعنوان (مساعدة) والوسيط |title= غير موجود أو فارغ (من ويكي بيانات) (مساعدة)
9. ↑   http://msdesk.mbmb.gov.my/twincities/glance.cfm. {{استشهاد ويب}}: |url= بحاجة لعنوان (مساعدة) والوسيط |title= غير موجود أو فارغ (من ويكي بيانات) (مساعدة)
10. ↑  GeoNames (بالإنجليزية), 2005, QID:Q830106